# Ratpenat d'espatlles grogues d'Anthony
El ratpenat d'espatlles grogues d'Anthony (Sturnira ludovici) és una espècie de ratpenat de la família dels fil·lostòmids. Viu a Colòmbia, l'Equador i Veneçuela. El seu hàbitat natural són zones humides i els boscos tropicals de fulla perenne. No hi ha cap amenaça significativa per a la supervivència d'aquesta espècie, tot i que a Colòmbia l'hàbitat està afectat per la ràpida conversió.